# South Holland (Illinois)

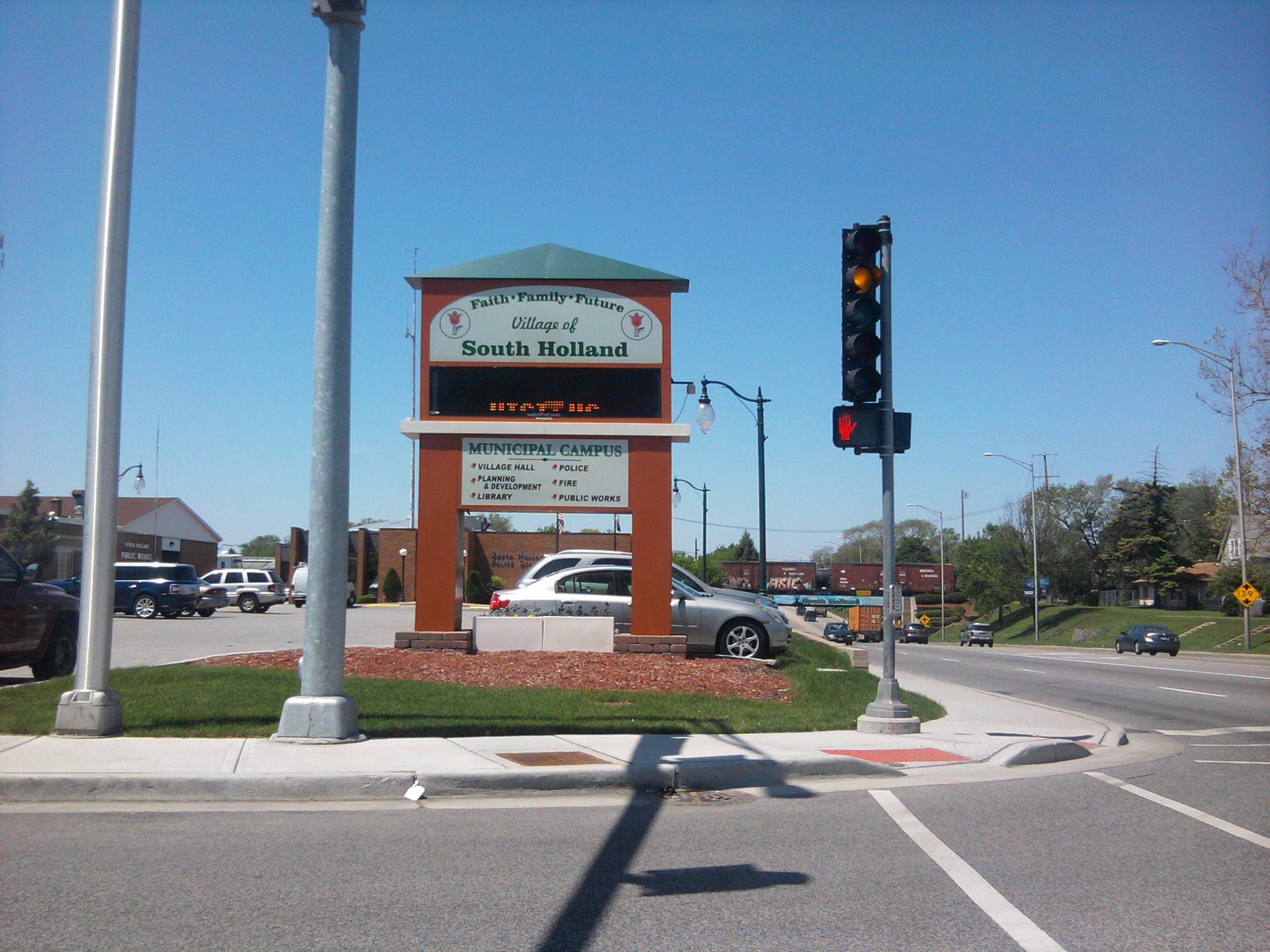
South Holland

South Holland ist ein Ort im Cook County, Illinois, Vereinigte Staaten und dient als Sitz der Thornton Township. Das U.S. Census Bureau hat bei der Volkszählung 2020 eine Einwohnerzahl von 21.465 ermittelt.

## Geschichte
Die Gegend um das heutige South Holland wurde zuerst um 1846 von Einwanderern aus Südholland besiedelt. Bei der offiziellen Gründung im Jahr 1894 lebten etwa 1000 Einwohner im Ort. Der landwirtschaftlich geprägte Ort spezialisierte sich auf den Gemüseanbau, vor allem Steckzwiebeln wurden angebaut. In den 1940er Jahren brachte das dem Ort den Spitznamen der Welthauptstadt der Steckzwiebel ein. Der Ort wurde auf tieferliegendem Grund in der Nähe des Calumet River gebaut und ursprünglich de laage Prairie (die tiefe Prärie) genannt um sich von anderen holländischen Niederlassungen der Gegend zu unterscheiden.
Im Oktober 2007 erklärte die Webseite Forbes.com zum lebenswertesten Vorort des Chicagoer Großraums.

## Geografie
South Holland grenzt im Westen an Harvey und Phoenix, im Norden an Dolton, im Süden an Thornton sowie im Osten an Calumet City und Lansing.
Laut der Volkszählung von 2010 betrug die Gesamtfläche des Orts 18,9 Quadratkilometer, davon 99,86 % Land- und 0,27 % Wasserfläche.

## Demografie
Laut der Volkszählung des Jahres 2000 lebten 22.147 Einwohner in 7663 Haushalten und 6007 Familien. Die Bevölkerungsdichte betrug 1174,6 Einwohner pro Quadratkilometer. Es gab 7825 Wohneinheiten mit einer durchschnittlichen Bebauungsdichte von 415,0 Häusern pro Quadratkilometer.
In 7663 Haushalten lebten in 33,3 % der Fälle Kinder unter 18 Jahren, 61,8 % lebten als Ehepaare zusammen, 12,9 % hatten einen weiblichen Haushaltsvorstand und 21,6 % waren keine Familien. 19,4 % aller Haushalte bestanden aus Einzelpersonen und in 11,0 % lebten Menschen, die 65 Jahre oder älter waren. Die durchschnittliche Haushaltsgröße betrug 2,82 und die durchschnittliche Familiengröße lag bei 3,24.
25,6 % der Bevölkerung war unter dem Alter von 18 Jahren, 7,0 % waren zwischen 18 und 24 Jahre alt, 25,5 % zwischen 25 und 44 Jahre, 24,3 % zwischen 45 und 64 Jahre und 17,7 % waren 65 Jahre oder älter. Das Durchschnittsalter betrug 40 Jahre. Auf je 100 Frauen gab es 89,2 Männer. Auf je 100 Frauen im Alter von über 18 Jahren gab es 88,6 Männer.
Das mittlere Einkommen für einen Haushalt betrug USD 60.246, und das mittlere Einkommen für eine Familie USD 67.451. 2,8 % der Familien und 4,6 % der Bevölkerung lebten unterhalb der Armutsgrenze, einschließlich 4,9 % der Befragten unter 18 Jahren und 4,2 % der Personen, die 65 Jahre oder älter waren.

## Bekannte Einwohner
- Eddy Curry (* 1982), Basketballspieler
- Kevin Drumm (* 1970), Musiker
- Nyherowo Omene (* 2003), Volleyballspieler